# ماتس البرگ
ماتس البرگ (انگلیسی: Mats Åhlberg؛ زادهٔ ۱۶ مهٔ ۱۹۴۷) بازیکن هاکی روی یخ اهل سوئد است.